# Steven Vitória
Steven de Sousa Vitória (* 11. Januar 1987 in Toronto, Ontario) ist ein kanadisch-portugiesischer Fußballspieler.

## Karriere

### Verein
Zur Saison 2005/06 wechselte er aus seinem Heimatland von den Woodbridge Strikers in die U19 des FC Porto. Zur Folgesaison ging er von hier dann auch in den Kader der ersten Mannschaft über. Jedoch war hier nicht das Ziel, dass er im Spielbetrieb eingesetzt wird, sondern er wurde direkt weiter zu GD Tourizense verliehen. Für die nächste Spielzeit folgte dann eine Leihe zu SC Olhanense, wo er sogar diesmal zwei Spielrunden verbrachte. Danach ging es per Leihe für die Saison 2009/20 zu SC Covilhã, wonach dann sein Vertrag bei Porto auch endete.
Dies führte somit dazu, dass er sich ablösefrei GD Estoril Praia anschloss, hier spielte er nun über drei Spielzeiten lang und machte so auch Benfica Lissabon auf sich aufmerksam, bei welchen er nach Ablauf seines Vertrags bei Praia dann zur Spielzeit 2013/14 unterschrieb. Anschließend kam er hier aber nur hin und wieder zu Einsätzen für die B-Mannschaft und kam abseits vom Pokal auch nur ein einziges Mal für die Erstvertretung zu einem Einsatz. So wurde er dann im Februar 2015 für den weiteren Saisonverlauf an Philadelphia Union in die USA verliehen. Hier kam er gleich zum Start zu durchgehenden Einsätzen, jedoch fiel er Anfang Mai des Jahres mit einem Muskelfaserriss komplett aus, womit er erst zum Saisonende wieder Einsätze bestritt.
Nach dem Ende der Leihe verließ er zur Saison 2016/17 dann auch Benfica und unterschrieb anschließend bei Lechia Gdańsk in Polen. Mit Lechia gewann er 2019 den polnischen Fußballpokal. Zur Spielzeit 2019/20 kehrte er wieder nach Portugal zurück, wo er nun für Moreirense FC spielte. Seit der Runde 2022/23 steht er bei GD Chaves unter Vertrag.

### Nationalmannschaft
Sein Debüt in der kanadischen A-Nationalmannschaft hatte er am 5. Februar 2016 bei einer 0:1-Freundschaftsspielniederlage gegen die USA. Hier stand er auch in der Startelf und verblieb auch über die komplette Spielzeit auf dem Platz. Nach weiteren Freundschaftsspielen wurde er für den Kader beim Gold Cup 2017 nominiert, wo er mit seinem Team das Viertelfinale erreichte.
Nachdem er im Jahr 2018 ohne Partie geblieben war, kam er im nächsten in einigen Partien der CONCACAF Nations League 2019–21 zum Einsatz. Anschließend folgten 2021 auch Partien der Qualifikation für die Weltmeisterschaft 2022. Dazwischen kam er auch beim Gold Cup 2021 zum Einsatz.
Im November 2022 wurde er für den finalen Kader bei der Weltmeisterschaft 2022 berufen. Bei der 0:1-Aufaktniederlage gegen Belgien, bekam er dann auch schon seinen ersten Einsatz.

## Erfolge
- Polnischer Pokalsieger: 2019